# 氣多郡 (兵庫縣)
氣多郡（日语：〔〕／ Keta gun */?）是過去位於兵庫縣北部的郡，已於1896年4月1日與美含郡一同被併入城崎郡。
過去的範圍縣全數隸屬豐岡市，位於現在的豐岡市的西部地區。

## 歷史
在令制國時代屬於但馬國。19世紀末江戶時代結束之際，氣多郡大部分區域屬於幕府的領地，少部分地區屬於出石藩。
隨著1868年幕府的結束及接著實施的廢藩置縣政策，曾分別先後隸屬府中裁判所、久美濱縣、出石縣，1871年全數被整併到豐岡縣內，1876年再次整併到兵庫縣。
1879年實施郡區町村編制法，正式的設置了近代的行政區劃「氣多郡」，但當時是與出石郡共同設置「出石氣多郡役所」，郡役所設於出石郡的出石地區（位於現在的豐岡市），1896年氣多被併入城崎郡。

### 沿革

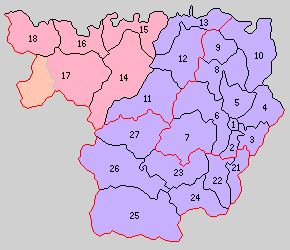
1889年氣多郡轄下的行政區劃
21.中筋村 22.國府村 23.八代村 24.日高村 25.三方村 26.西氣村 27.三椒村

- 1889年4月1日：實施町村制，美含郡下設：中筋村（日语：中筋村 (兵庫県)）、國府村（日语：国府村 (兵庫県)）、八代村（日语：八代村 (兵庫県)）、日高村（日语：日高町 (兵庫県)）、三方村（日语：三方村 (兵庫県城崎郡)）、西氣村（日语：西気村）、三椒村（日语：三椒村）。（7村）
- 1894年12月15日：西氣村的部分地去分出設立為清瀧村（日语：清滝村 (兵庫県)）。
- 1896年4月1日：氣多郡和美含郡一同被併入城崎郡。